# Ivonka Survilla
Ivonka Survilla, nata Šymanec (in bielorusso Івонка Сурвілла Шыманец?; Stoŭbcy, 11 aprile 1936), è una politica bielorussa con cittadinanza canadese, presidente della Rada della Repubblica Popolare Bielorussa dal 1997.

## Biografia

### Origini e formazione
Ivonka Šymanec nasce a Stoŭbcy, allora parte della Seconda Repubblica di Polonia, l'11 aprile 1936. Suo padre, l'ingegnere Uladzimir Šymanec, a seguito dell'annessione sovietica della Bielorussia occidentale del 1940 viene arrestato dai sovietici e condannato a cinque anni di reclusione nei gulag.
Nel 1944 la famiglia, attraverso la Prussia Orientale fugge in Occidente assieme a migliaia di altri rifugiati. Durante il viaggio, Ivonka perde la sorella minore. Raggiungono quindi la Danimarca dove vivono per diversi anni in un campo profughi.
Nel 1948 la sua famiglia si trasferisce in Francia e si stabilisce a Parigi. I suoi familiari sono attivi nella vita della comunità bielorussa locale. Ivonka Šymanec studia presso l'École nationale supérieure des beaux-arts, laureandosi in scienze umane alla Sorbona.

### Vita personale
Ha avuto due figlie. Una delle sue figlie, Maria Paula Survilla (1964–2020), è stata professoressa di etnomusicologia al Wartburg College di Waverly, Iowa; è deceduta per malattia di Creutzfeldt-Jakob. Suo marito Janka Survilla è morto a Ottawa nel 1997.

### Attività artistica
Survilla ha partecipato a più di 30 mostre come pittrice.

### Carriera professionale e politica
Nel 1959 Ivonka Šymanec si sposa con Janka Survilla, economista, attivista e conduttore radiofonico bielorusso. Assieme si trasferiscono a Madrid dove dirigono un programma radiofonico in lingua bielorussa sostenuto dal regime franchista.
Dopo la chiusura della stazione radio nel 1965, Janka e Ivonka Survilla si trasferiscono in Canada nel 1969. Ivonka inizia quindi a lavorare come traduttrice per il governo federale canadese.
Nel 1989 Ivonka Survilla, con l'aiuto del marito e di alcuni amici, crea il Fondo canadese di soccorso per le vittime del disastro di Černobyl' in Bielorussia, organizzazione di beneficenza che fornisce assistenza medica e aiuti alimentari.
Ivonka Survilla viene eletta presidente della Rada della Repubblica Popolare Bielorussa nel 1997. È quindi la prima donna presidente della Rada e la prima eletta dopo la dissoluzione dell'Unione Sovietica e la nascita della Stato bielorusso.
Nel 2013 riceve la medaglia canadese del giubileo di diamante della regina Elisabetta II per "il suo lavoro di tutta la vita nel ripristinare la democrazia in Bielorussia".